# Reina Ginebra
La reina Ginebra és un personatge llegendari, la dona del mític rei Artús. Forma part de les llegendes i contes que conformen la matèria de Bretanya o cicle artúric. La retrobem en la novela cortesana de Chrétien de Troyes Lancelot ou le Chevalier de la charrette escrit a la darreria del segle xii.
El primer rastre escrit és al llibre Historia Regum Britanniae del 1335 del clerc gal·lès Jofre de Monmouth. La forma més antiga és el gal·lès Gwenhwyfar que Jofre transforma en Guanhumara. El nom és un compost de gwen o gwyn, que significa blanc o sagrat. La segona part és més problemàtic i no hi ha cap teoria conclusiva.
Jofre va transmetre una història extramatrimonial amb Mordret, un nebot usurpador que vol ser rei en lloc d'Artús. Chrétien de Troyes va ser el primer que introdueix Lancelot en el triangle. Aleshores és segrestada per el cavaller dolent Meleagant que usurpa el tron, mentrestant Artús s'està a Europa, fent la guerra. Secretament enamorat, Lancelot l'allibera amb l'ajuda de Galvany, però com és un amant cortès, no la toca i la torna a Artús.
L'ascendència de Ginebra varia segons la versió, eixiria de noblesa romana o provindra d'Irlanda. Igualment, varia el nom i la situació del seu capturador en llegendes posteriors.
La recreació de les històries de la reina Ginebra ha variat al llarg del temps. A la primeria apareix com a exemple de dona voluble i, més endavant, com a víctima d'una de les parelles desgraciades, ja que està compromesa amb un home que admira, però no estima.
Segons una altra llegenda, el 1191, els monjos de l'abadia de Glastonbury haurien descobert les tombes de Guinevere i Artús. A la darreria del segle xiii, el rei Eduard I i la reina Elionor les han donat un sepulcre monumental en un lloc prominent sota l'altar major. Els sepulcres s'han perdut després de la dissolució dels monestirs el 1539.

## Algunes versions cèlebres per al cinema
- Knights of the Round Table, de 1953 amb Ava Gardner
- First Knight, de 1995 amb Julia Ormond
- King Arthur, amb Keira Knightley